# Nausithoe rubra
Nausithoe rubra is een schijfkwal uit de familie Nausithoidae. De kwal komt uit het geslacht Nausithoe. Nausithoe rubra werd in 1902 voor het eerst wetenschappelijk beschreven door Vanhöffen. 